# Suore figlie del Cuore Purissimo di Maria

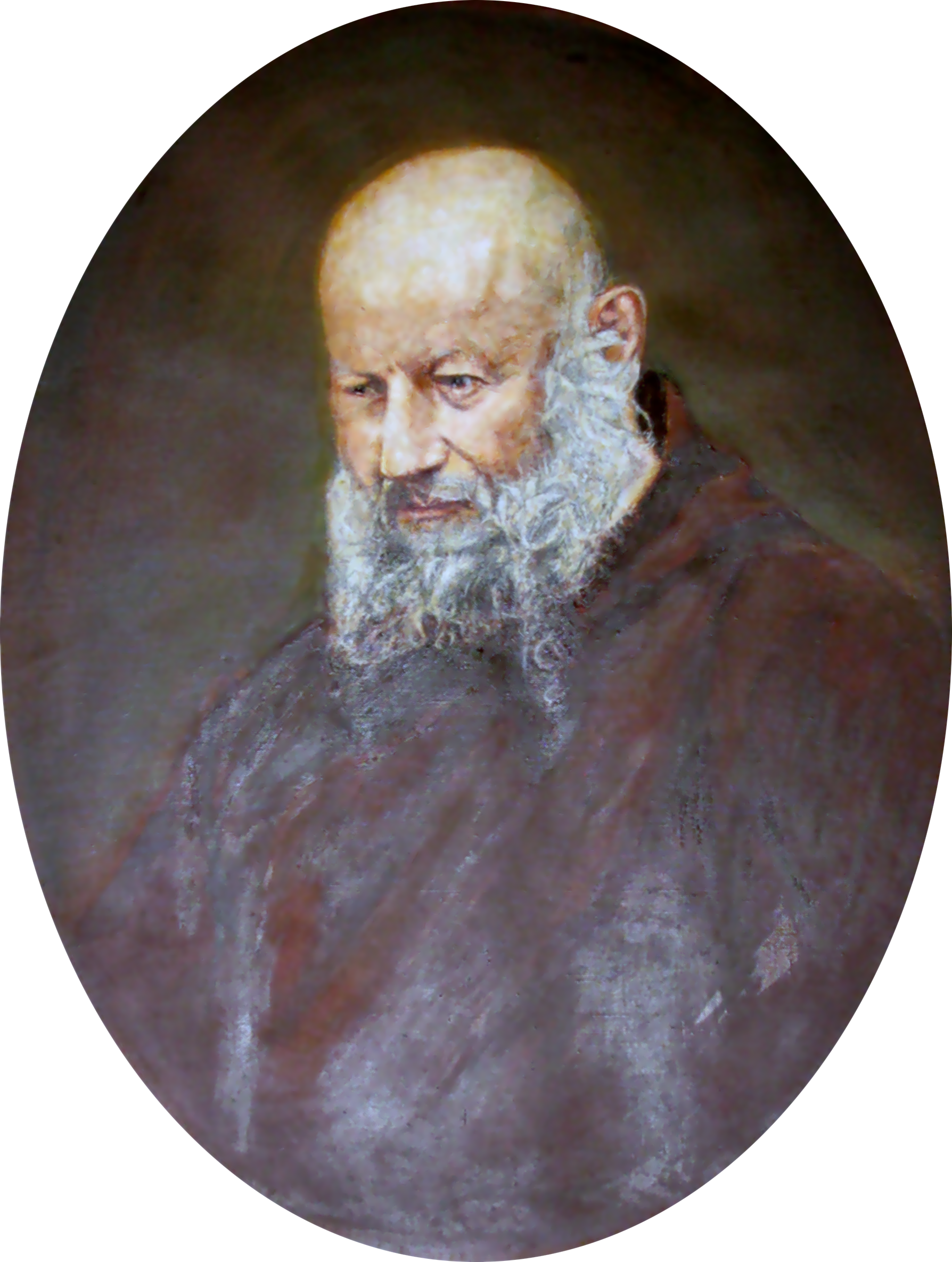
Onorato da Biała, fondatore della congregazione

Le Suore Figlie del Cuore Purissimo di Maria (in polacco Siostry Córki Najczystszego Serca Najświętszej Maryi Panny) sono un istituto religioso femminile di diritto pontificio: i membri di questa congregazione pospongono al loro nome la sigla F.C.M.

## Storia
La congregazione venne fondata l'8 dicembre 1885 a Zakroczym dal frate minore cappuccino polacco Onorato da Biała (1829-1916) con l'aiuto di Paulina Anna Malecka (1852-1927). In origine si trattava di una compagnia secolare femminile, composta da sodali senza abito religioso e di voti privati: questo per evitare le difficoltà create dal governo zarista alle congregazioni cattoliche dedite all'insegnamento.
Molte sodali della compagnia si unirono alle comunità polacche in esilio e a quelle deportate in Russia e Siberia per motivi politici, consentendo una rapida diffusione della congregazione.
Aggregata all'Ordine dei Frati Minori Cappuccini dal 5 marzo 1906, le Figlie del Cuore Purissimo di Maria ricevettero il pontificio decreto di lode il 13 aprile 1907 e il 19 marzo 1908 le loro costituzioni vennero approvate provvisoriamente dalla Santa Sede.
Padre Koźmiński (Onorato da Biała) è stato beatificato da papa Giovanni Paolo II nel 1988.

## Attività e diffusione
Le Figlie del Cuore Purissimo si dedicano principalmente alla formazione cristiana dei giovani e alle attività parrocchiali.
Oltre che in Polonia, sono presenti in Brasile, Bielorussia, Francia, Germania, Italia, Lettonia e Ucraina: la sede generalizia è a Nowe Miasto nad Pilicą, in diocesi di Łowicz.
Al 31 dicembre 2005 l'istituto contava 346 religiose in 55 case.